# Старосельє (Гагарінський район)
Старосельє (рос. Староселье) — присілок Гагарінського району Смоленської області Росії. Входить до складу Кармановського сільського поселення.
Населення — 281 особа (2007 рік).

## Історія
У роки Великої Вітчизняної війни село була окупована гітлерівськими військами в жовтні 1941 року, звільнена в березні 1943 року.